# Совет министров СССР на 19 марта 1946 года
19 марта 1946 года Верховный Совет СССР постановил образовать Правительство СССР — Совет Министров СССР в следующем составе:
- Председатель Совета Министров СССР и Министр вооружённых сил — Сталин Иосиф Виссарионович
- Заместитель Председателя Совета Министров СССР и Министр иностранных дел СССР — Молотов Вячеслав Михайлович
- Заместитель Председателя Совета Министров СССР — Берия Лаврентий Павлович
- Заместитель Председателя Совета Министров СССР — Андреев Андрей Андреевич
- Заместитель Председателя Совета Министров СССР и Министр внешней торговли СССР — Микоян Анастас Иванович
- Заместитель Председателя Совета Министров СССР — Косыгин Алексей Николаевич
- Заместитель Председателя Совета Министров СССР и Председатель Государственной плановой комиссии СССР — Вознесенский Николай Алексеевич
- Заместитель Председателя Совета Министров СССР — Ворошилов Климент Ефремович
- Заместитель Председателя Совета Министров СССР и Министр промышленности строительных материалов СССР — Каганович Лазарь Моисеевич
- Министр путей сообщения СССР — Ковалёв Иван Владимирович
- Министр связи СССР — Сергейчук Константин Яковлевич
- Министр морского флота СССР — Ширшов Пётр Петрович
- Министр речного флота СССР — Шашков Зосима Алексеевич
- Министр угольной промышленности западных районов СССР — Оника Дмитрий Григорьевич
- Министр угольной промышленности восточных районов СССР — Вахрушев Василий Васильевич
- Министр нефтяной промышленности южных и западных районов СССР — Байбаков Николай Константинович
- Министр нефтяной промышленности восточных районов СССР — Евсеенко Михаил Андрианович
- Министр электростанций СССР — Жимерин Дмитрий Георгиевич
- Министр электропромышленности СССР — Кабанов Иван Григорьевич
- Министр чёрной металлургии СССР — Тевосян Иван Тевардосович
- Министр цветной металлургии СССР — Ломако Пётр Фадеевич
- Министр химической промышленности СССР — Первухин Михаил Георгиевич
- Министр авиационной промышленности СССР — Хруничев Михаил Васильевич
- Министр судостроительной промышленности СССР — Горегляд Алексей Адамович
- Министр сельскохозяйственного машиностроения СССР — Ванников Борис Львович
- Министр вооружения СССР — Устинов Дмитрий Фёдорович
- Министр тяжелого машиностроения СССР — Казаков Николай Степанович
- Министр автомобильной промышленности СССР — Акопов Степан Акопович
- Министр машиностроения и приборостроения СССР — Паршин Пётр Иванович
- Министр заготовок СССР — Двинский Борис Александрович
- Министр строительства предприятий тяжёлой индустрии СССР — Юдин Павел Александрович
- Министр строительства военных и военно-морских предприятий — Гинзбург Семён Захарович
- Министр целлюлозной и бумажной промышленности СССР — Орлов Георгий Михайлович
- Министр резиновой промышленности СССР — Митрохин Тихон Борисович
- Министр станкостроения СССР — Ефремов Александр Илларионович
- Министр транспортного машиностроения СССР — Малышев Вячеслав Александрович
- Министр строительства топливных предприятий СССР — Задемидко Александр Николаевич
- Министр строительного и дорожного машиностроения СССР — Соколов Константин Михайлович
- Министр пищевой промышленности СССР — Зотов Василий Петрович
- Министр рыбной промышленности СССР — Ишков Александр Акимович
- Министр мясной и молочной промышленности СССР — Смирнов Павел Васильевич
- Министр лёгкой промышленности СССР — Лукин Сергей Георгиевич
- Министр текстильной промышленности СССР — Седин Иван Корнеевич
- Министр лесной промышленности СССР — Салтыков Михаил Иванович
- Министр земледелия СССР — Бенедиктов Иван Александрович
- Министр финансов СССР — Зверев Арсений Григорьевич
- Министр торговли СССР — Любимов Александр Васильевич
- Министр внутренних дел СССР — Круглов Сергей Никифорович
- Министр государственной безопасности СССР — Меркулов Всеволод Николаевич
- Министр юстиции СССР — Рычков Николай Михайлович
- Министр здравоохранения СССР — Митерев Георгий Андреевич
- Министр государственного контроля СССР — Мехлис Лев Захарович
- Министр технических культур СССР — Скворцов Николай Александрович
- Председатель комитета по делам кинематографии — Большаков Иван Григорьевич
- Председатель комитета по делам высшей школы — Кафтанов Сергей Васильевич
- Председатель правления Государственного банка — Голев Яков Ильич